# Ozothamnus diosmifolius
Ozothamnus diosmifolius,  o flor de arroz, es un arbusto erecto de 2 m de altura,  nativo de Nueva Gales del Sur y Queensland en Australia.

## Descripción
Es un arbusto erecto que alcanza los 5 metros de altura con las ramas tomentosas. Las hojas son lineales de 1-15 mm de longitud y 1 mm de ancho de color verde el haz y de color blanquecino en envés. Las inflorescencias en densos corimbos terminales de cabezas globosas de 2-3 mm de longitud y ancho. Las flores, hermafroditas son de color blanco o rosado.

## Taxonomía
Ozothamnus diosmifolius fue descrita por  (Vent.) DC.  y publicado en Prodromus Systematis Naturalis Regni Vegetabilis 6: 166   1838.
Sinonimia
- Gnaphalium diosmaefolium Vent.
- Gnaphalium piluliferum Hort. ex DC.
- Gnaphalium rosmarinifolium Sieber ex Spreng.
- Helichrysum diosmifolium (Vent.) Sweet[2]